# Sekeloa
Sekeloa is een bestuurslaag in het regentschap Kota Bandung van de provincie West-Java, Indonesië. Sekeloa telt 30.103 inwoners (volkstelling 2010).